# Repubblica Transcaspiana
La Repubblica Transcaspiana fu uno Stato secessionista dalla Russia bolscevica, durante la guerra civile russa. Era situato nel territorio dell'attuale Turkmenistan.
Subito dopo la rivoluzione d'ottobre fu una roccaforte anti-rivoluzionaria, ma non dichiarò l'indipendenza come invece fecero altri territori, perché vi erano presenti reparti militari russi evacuati dal nord della Persia. Una volta partiti (per conquistare assieme ai britannici la Comune di Baku), il 25 luglio 1918, fu però occupata dai bolscevichi giunti dal Turkestan, mentre a sud, in Persia le truppe dell'India britannica sostituivano i russi nel nord del paese, accampandosi a Meshed, prossima al confine.
Dopo la battaglia di Baku, nell'ottobre una flotta da sbarco ottomana valicò il mar Caspio. Gli ottomani, accolti come liberatori dal capo tribale musulmano Junaid Khan (già affiliato alla rivolta dei Basmachi), occuparono la città di Krasnovodsk, addentrandosi anche nell'interno e facendo fuggire i bolscevichi ad Aşgabat. Dopo l'armistizio di Mudros, con cui l'Impero ottomano si arrendeva nella prima guerra mondiale, i britannici presero il controllo del territorio costiero e di alcune aree più prossime al confine persiano, tra cui il capoluogo Aşgabat.
Junaid Khan ne approfittò per cacciare i bolscevichi dal territorio, con l'aiuto del Khan di Khiva, dell'Emiro di Bukhara, e dell'Autonomia di Alash. Nel luglio 1919 l'intero territorio era esente da truppe comuniste, e i ribelli poterono proclamare la Repubblica con il beneplacito britannico. Nei primi mesi del 1920 i britannici sgomberano il territorio, ed il 2 febbraio il Khan di Khiva abdicò, aprendo la strada alla riconquista bolscevica dal Turkestan, che terminò il 6 febbraio con la presa di Krasnovodsk. Tuttavia la guerriglia continuò fino al 1923, in sintonia con la rivolta Basmachi e con l'appoggio di Persia e Afghanistan; al termine della stessa, i ribelli si rifugiarono in questi due paesi.